# Franz Görlich Kuhnel
Franz Görlich Kuhnel (Welnitz, 1853 - València, 1930) va ser un comerciant austrohongarés i cònsol d'Àustria-Hongria a València.
Va nàixer a la localitat de Welnitz (en txec Velenice u Zákup), un poble junt a Leipa a la regió de la Bohèmia, que formava part en aquell moment de l'Imperi Austrohongarés. Va arribar molt jove a la ciutat de València on es va establir com a comerciant. Es dedicava a l'exportació de productes valencians i també de pimentó murcià cap a terres austrohongareses, i importava des d'allí cristall i porcellana de Bohèmia, objectes de decoració, moda, complements, mobles i publicacions sobre moda, decoració i arquitectura que influïren notablement en la modernització de la societat de l'època.
Tots els productes importats els venia a la seua tenda, El Bazar de Viena, que es trobava al carrer Saragossa (actual plaça de la Reina). Este comerç, que se situava a un passatge comercial, va estar obert fins als anys 20.
Es va casar amb Asunción Lleó Sancho, filla d'Atanasio Lleó el qual era nebot de Juan Bautista Romero, membre d'una de les famílies burgeses valencianes vinculades a la indústria i la producció sedera. Van tindre cinc fills: Javier, José Maria, Ana, Maria Asunción i Carlos.
L'any 1917 el seu fill Javier Goerlich Lleó va projectar la seua casa al carrer Grabador Esteve, número 16.